# 5 (альбом Джей Джей Кейла)
5 — пятый студийный альбом Джей Джей Кейла, выпущенный в 1979 году. Альбом добрался до 136 строчки в чарте Billboard 200.
Когда альбом был переиздан на CD, по неизвестным причинам песня «Katy Kool Lady» была заменена новой песней, хотя всё ещё значилась на обложке диска. Эта песня позже вышла в альбоме 2007 года «Rewind: The Unreleased Recordings» под названием «Out of Style».

## Список композиций
- Все песни написаны Джей Джей Кейлом, кроме отмеченных.

| №   | Название                        | Автор(ы)                          | Длительность |
| --- | ------------------------------- | --------------------------------- | ------------ |
| 1.  | «Thirteen Days»                 |                                   | 2:50         |
| 2.  | «Boilin’ Pot»                   |                                   | 2:51         |
| 3.  | «I’ll Make Love to You Anytime» |                                   | 3:13         |
| 4.  | «Don’t Cry Sister»              |                                   | 2:14         |
| 5.  | «Too Much for Me»               |                                   | 3:13         |
| 6.  | «Sensitive Kind»                |                                   | 5:10         |
| 7.  | «Friday»                        |                                   | 4:13         |
| 8.  | «Lou-Easy-Ann»                  |                                   | 2:47         |
| 9.  | «Let’s Go to Tahiti»            | Билл Ботман, Роджер Тайллотсон    | 2:52         |
| 10. | «Katy Kool Lady»                | Джей Джей Кейл, Кристина Лэйкленд | 2:24         |
| 11. | «Fate of a Fool»                |                                   | 2:54         |
| 12. | «Mona»                          |                                   | 3:16         |

## Участники записи
- Джей Джей Кейл — вокал, гитара, бас-гитара, фортепиано, ударные
- Кристина Лэйкленд — орган, ритм-гитара, перкуссия, фортепиано, вокал
- Билли Кокс — бас-гитара
- Карл Рэдл — бас-гитара
- Ник Разер — бас-гитара
- Карл Химмель — ударные
- Кенни Баттри — ударные
- Бадди Хармен — ударные
- Джимми Карштейн — ударные, конга
- Ларри Белл — электрическое фортепиано, орган
- Билл Ботман — ритм-гитара, скрипка
- Билл Кеннер — мандолина
- Фаррелл Моррис — вибрафон
- Шерри Портер — вокал
- Шелли Кёрленд — струнные
- Карл Городецки — струнные
- Рой Кристенсен — струнные
- Марв Чантри — струнные
- Кэм Маллинс — аранжировка струнных
- Джордж Тайдуэлл — валторна
- Дон Шеффилд — валторна
- Деннис Гуд — валторна
- Терри Уильямс — валторна